# Мате Парлов
Мате Парлов (Имотски, 16. новембар 1948 — Пула, 29. јул 2008) био је југословенски и хрватски боксер. Био је олимпијски победник на Олимпијским играма 1972. у Минхену, светски првак у Хавани 1974. и двоструки шампион Европе у полутешкој категорији. Такође је био професионални првак Европе и света у верзији Светског боксерског савета. Поред европских, светских и олимпијских титула, Парлов је осам пута (1967—1974) освајао титулу првака Југославије, два пута је освајао Златну рукавицу, а пет пута (1970—1974) титулу најбољег на Балкану.

## Биографија
Парлов је рођен 16. новембра 1948. године у Имотском. Боксом је почео да се бави са 16 година у Боксерском клубу „Пула“ и после три године освојио је титулу првака Југославије у полутешкој категорији. Био је леворук, што му је знатно помогло у каријери.
Први већи успех на међународној сцени остварио је 1969. када је у Букурешту постао вицешампион Европе. Две године касније у Мадриду је освојио златну медаљу. На Олимпијским играма у Минхену Парлов је освојио злато у финалу против Кубанца Гилберта Кариља, у којем су оба ривала била у нокдауну. Меч је прекинут 21 секунду пре краја друге рунде, када се Кубанац четврти пут нашао на поду. У Београду 1973. одбранио је титулу првака Европе у полутешкој категорији. Своју доминацију у полутешкој категорији потврдио је на светском првенству у Хавани када је освојио титулу аматерског првака света у полутешкој категорији.
По завршетку аматерске каријере отиснуо се међу професионалце. Дана 10. јула 1976. на Маракани савладао је Италијана Доменика Адинолфија и освојио титулу професионалног првака Европе у полутешкој категорији, у верзији Светског боксерског савета (WBC). Две године касније Парлов је постао и светски шампион савладавши у борби за титулу Аргентинца Мигела Анхела Куеља, нокаутом у 9. рунди. Титулу шампиона у полутешкој категорији изгубио је поразом од Марвина Џонсона 2. децембра 1978.
Као аматер, Парлов је имао 310 борби, од чега 13 пораза. У професионалној каријери, у 29 мечева, забележио је 24 победе, три пораза и два нерешена меча. На Олимпијским играма 1984. био је селектор боксерске репрезентације Југославије.
Два пута је био добитник златне значке Спорта, награде за најбољег спортисту Југославији, 1972. и 1974. године.
Преминуо је 29. јула 2008. од рака плућа.